# Splanchnicektomia
Splanchnicektomia (ang. splanchnicectomy) – operacja polegająca na usunięciu pni i zwojów układu współczulnego.
W przeszłości stosowana w terapii nadciśnienia tętniczego i polegała na wycięciu  prawie całego pnia współczulnego w klatce piersiowej. Obecnie w leczeniu nadciśnienia tętniczego metoda ta została całkowicie zarzucona.
Obecnie dzięki rozwojowi technik laparoskopowych splanchnicektomia znajduje zastosowanie w leczeniu paliatywnym raka trzustki i przewlekłym zapaleniu trzustki (w przypadku operacji na odcinku brzusznym pnia współczulnego). Operację można również wykonać w obrębie klatki piersiowej drogą wideotorakoskopii. Wskazaniem do wykonania jej tym sposobem jest leczenie np. zespołu Raynauda i nadmiernej potliwości kończyn górnych.
Metoda resekcji pnia współczulnego wprowadzona została przez Reginalda Smithwicka i K.Grimsona na początku lat 40. XX wieku.